# Tradycja wynaleziona
Tradycja wynaleziona – kulturowe praktyki i zwyczaje postrzegane przez ogół za tradycyjne, wywodzące się od przodków, lecz w rzeczywistości będącymi stosunkowo nowymi, najczęściej specjalnie wymyślonymi. Koncepcja ta została opisana w pracy zbiorowej Tradycja wynaleziona pod redakcją Erica Hobsbawma i Terence’a Rangera z 1983 roku. Zjawisko to jest szczególnie powszechne we współczesnym procesie tworzenia się narodów i nacjonalizmu. Umożliwia powstawanie tożsamości narodowej, promocję jedności narodowej oraz legitymizację pewnych instytucji czy praktyk kulturowych.  

## Koncept

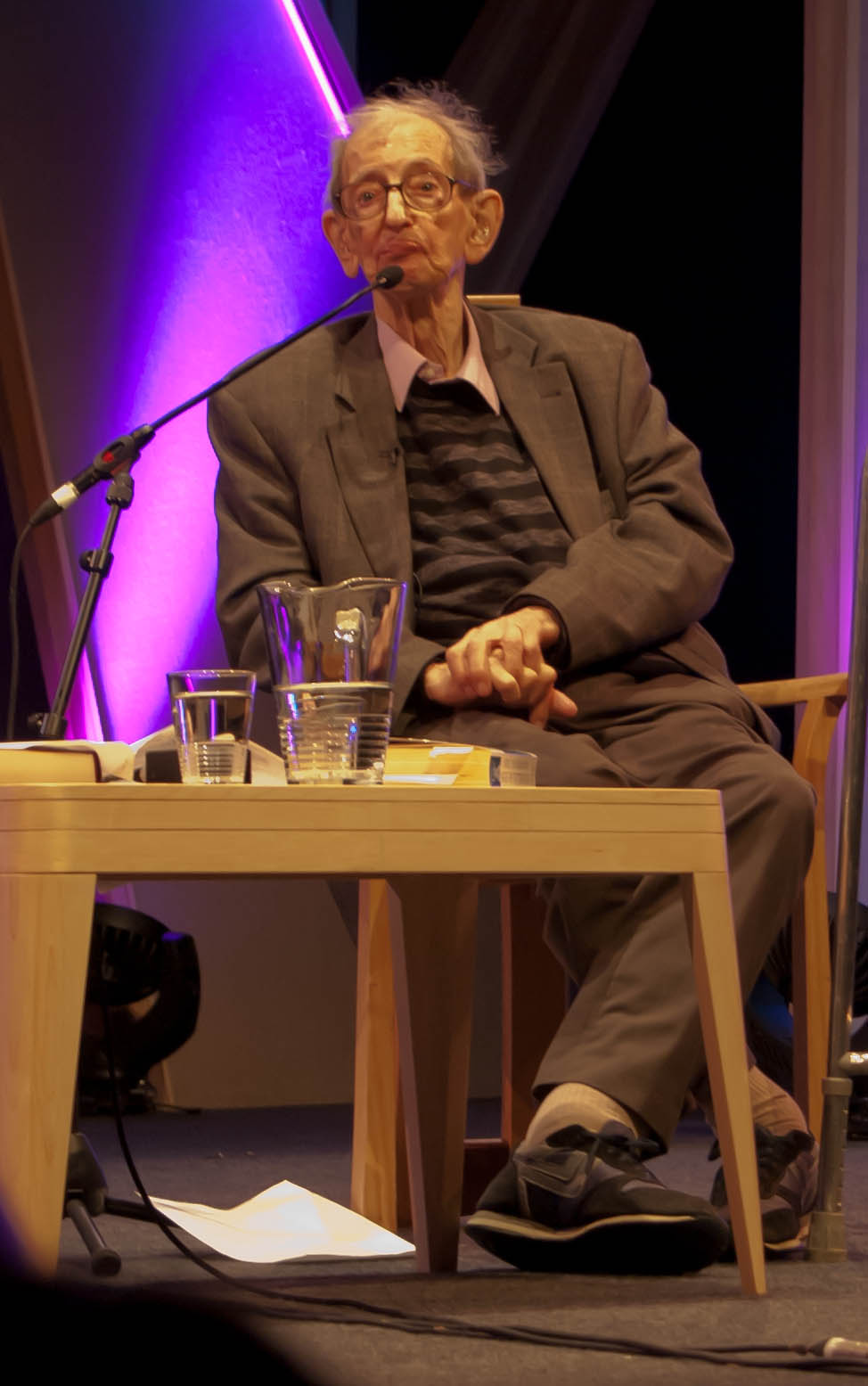
Eric Hobsbawm (1917-2012) jako pierwszy opisał zjawisko tradycji wynalezionych.

Tradycje wynalezione są projektowane na potrzeby tworzącej się wspólnoty, a w szczególności narodu. Są z przeważnie trudne do identyfikacji przez ich odtwórców.
Eric Hobsbawm opisuje tradycję wymyśloną następująco:
Tradycja wymyślona oznacza zatem zespół działań o charakterze rytualnym lub symbolicznym, rządzonych zazwyczaj przez jawnie bądź milcząco przyjęte reguły; działania te mają wpajać ludziom pewne wartości i normy zachowania przez ciągłe repetycje – co siłą rzeczy sugeruje kontynuowanie przeszłości. W istocie tam, gdzie to jest możliwie, owe działania dążą zwykle do ustanowienia więzi z odpowiadającym im czasem minionym.
Tradycje wynalezione są wzorowane na innych, często starszych, rytuałach i symbolice oraz mają charakter konkretnych praktyk, przybierając formę obrzędów, zwyczajów, rytuałów, świąt wspólnotowych. Gloryfikując wdrażane wartości, np.: lojalność, honor, religijność, prawość i wykonywanie obowiązków związanych z przynależnością do danej grupy lub grupy wyobrażonej. Tradycje wynalezione są skonstruowane tak, by członek danej grupy przyswajał promowane wzorce w sposób automatyczny. Wówczas dochodzi do przekształcenia tożsamości i przynależności człowieka do danej grupy.

### Rodzaje tradycji wynalezionych
Hobsbawm w swoim dziele, wyróżnia trzy podstawowe rodzaje tradycji wynalezionych:
- tradycje służące wzmacnianiu poczucia przynależności oraz symbolizowaniu jedności wewnętrznej grup i rzeczywistych lub sztucznych wspólnot;
- tradycje służące umacnianiu i legitymizowaniu instytucji, pozycji lub relacji władzy;
- tradycje służące głównie upowszechnianiu i wpajaniu wierzeń, systemów wartości oraz konwencjonalnych sposobów zachowania[4].

## Tradycje wynalezione jako element narodowotwórczy
Tradycje wynalezione odgrywają dużą rolę w procesie tworzenia się narodów, mitów narodowych i państw narodowych, czyli takich, w których granice polityczne w założeniu nacjonalizmu mają pokrywać się z granicami etnicznymi, jak twierdzi Ernest André Gellner w swoim dziele Narody i nacjonalizm. Przynależność do konkretnego narodu występuje dzięki przywiązaniu do grupy wyobrażonej, czyli wspólnoty, których członkowie nie znają się i nie spotykają się, ale w swoich wyobrażeniach tworzą obraz siebie jako wspólnoty. Jest wyobrażona nie w tym sensie, że jest nieprawdziwa, ale w tym znaczeniu, że w umysłach członków wspólnoty wytworzone zostają wzajemne więzi.
Według Gellnera, naród może powstać dopiero w wielkich społecznościach, będących pośrednimi produktami industrializmu.
Największa udokumentowana intensyfikacja tradycji wynalezionych przypada na XIX wiek, natomiast narodowy charakter państw na terenie Europy przypada na XVIII/XIX wiek, jako następstwo zapoczątkowanej wtedy rewolucji przemysłowej i rewolucji francuskiej z lat 1789–1799.

### Przykład narodu norweskiego
Przykładem nacjonalizmu zbudowanego na tradycjach wynalezionych jest nacjonalizm norweski zapoczątkowany w XIX wieku. W tamtym czasie Norwegia znajdowała się w unii ze Szwecją. Wzrost liczby wykształconych Norwegów, którzy posiadali liczne skupiska w większych miastach, sprawił, że zaczęli wzorować się innymi ruchami narodowotwórczymi w ówczesnej Europie. Przez narastającą potrzebę posiadania własnego państwa zaczęli podróżować do odległych wsi i przenosić spisane tam tradycje do miast. Następnie demonstrowali je jako szczególnie norweskie i przedstawiali je jako trzon kultury norweskiego ludu. W ten sposób wytworzyła się symbolika narodowa, która kładła nacisk na wartości życia wiejskiego. W tym samym czasie wytworzono historiografię narodu norweskiego, która proklamowała ciągłość północnego imperium z czasów wikingów z X wieku. Wpisuje się to w koncepcję Hobsbawma, który twierdzi, że: Historia, która staje się zasobem wiedzy czy ideologii narodu, państwa lub ruchu, nie jest tożsama z tą, która rzeczywiście trwa w pamięci ludzi, lecz czymś co zostało wyselekcjonowanie, spisane, zobrazowane, spopularyzowane i zinstytucjonalizowane przez ludzi.
W Norwegii stworzono również narodową literaturę i sztukę. Język narodowy powstał na podstawie zunifikowanych wiejskich dialektów, najbardziej różniących się od powszechnie używanego duńskiego. Tradycje wynalezione oraz zmodyfikowana kultura norweskich chłopów stworzyły iluzję, że Norwegia jest o wiele starszym krajem, niż w rzeczywistości była. Jednocześnie stały się argumentem za niepodległością państwa oraz umożliwiały wyrażenie odrębności Norwegów od Duńczyków i Szwedów.

## Przykłady tradycji wynalezionej na świecie

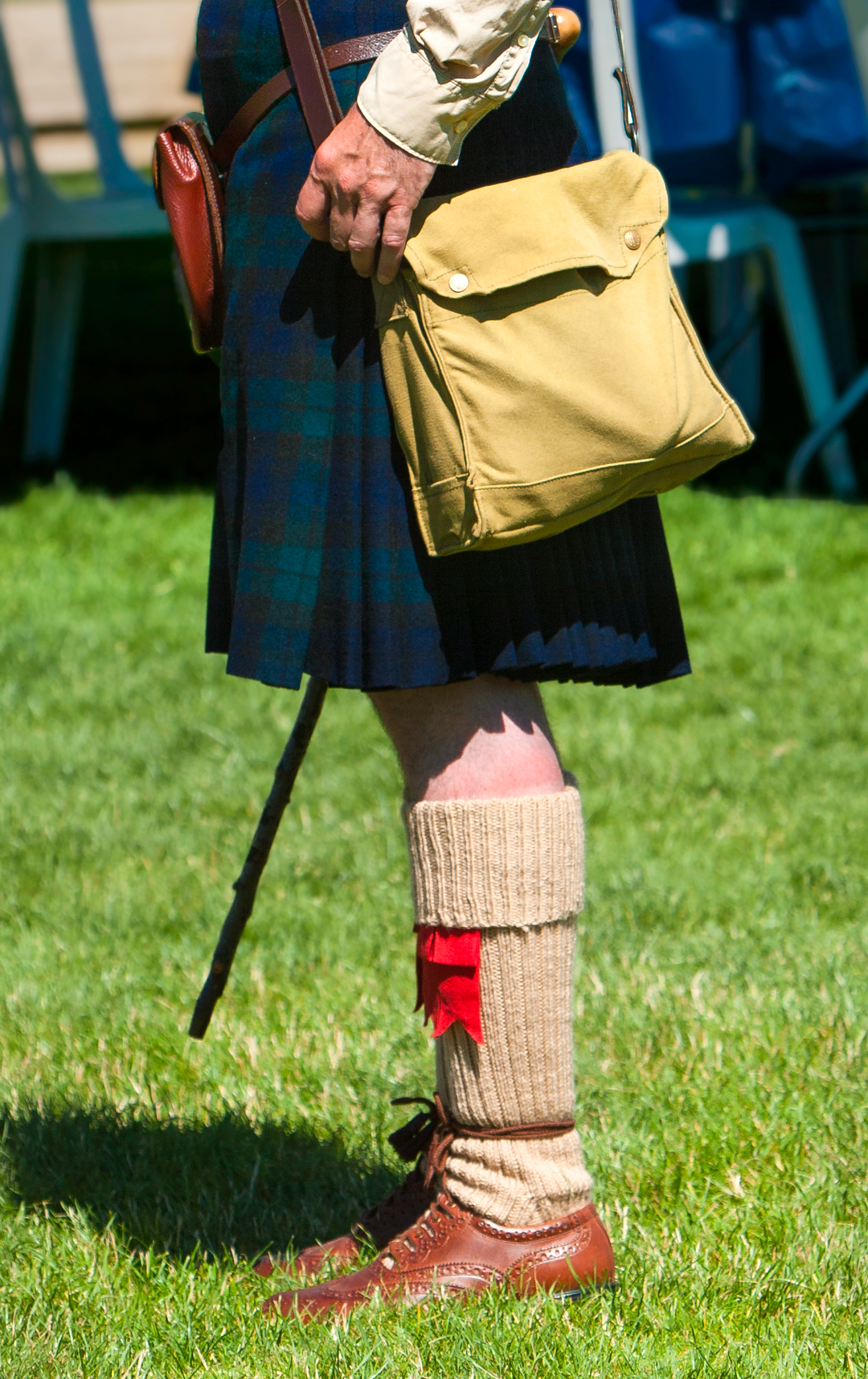
Szkocki kilt został zaprojektowany dopiero w XVIII wieku

### Szkocja
Przykładem tradycji wynalezionych jest kultura górali szkockich. Highlands były bardziej kulturowo i genetycznie spokrewnione z Irlandią, a nawet istniała między nimi silna spójność polityczna. Na przełomie XVIII i XIX wieku stworzono osobną góralską tradycję, wykazującą irlandzkie pochodzenie grup etnicznych zamieszkujące owe tereny, a następnie rozprzestrzeniono ją na teren całej Szkocji. Ponownie napisano nową historiografię szkocką, ukazującą celtycką Szkocję jako ojczyznę i źródło kultury Highlands.
Wytworzone tradycję w ramach mitu Highland były reakcją na unię Szkocji z Anglią w 1707 roku i jej późniejsze skutki. Od tego czasu wykreowany obraz kultury wpływa na wizerunek całej Szkocji. Najbardziej charakterystyczne elementy stroju narodowego nie były oryginalnymi strojami górali, którzy pierwotnie nosili ubrania typowo irlandzkie, które zostały zakazane w 1745 roku. Kilt został stworzony w XVIII wieku przez pochodzącego z Lancashire w Anglii kwakra Thomasa Rawlisona, natomiast jego wzory nie odwołują się do klanowego pochodzenia, jak w oficjalnych podaniach, lecz pozycji społecznej.

### Indie
Temat tradycji wynalezionych jest ściśle związany z kolonializmem. Szczególnie dobrze opisanym przypadkiem jest wykreowanie symboli władzy w skolonizowanych przez Wielką Brytanię Indiach w epoce wiktoriańskiej. W tym okresie działania polityczne Brytyjczyków miały na celu wykorzenienie poczucia przynależności do niegdyś istniejącego na terenie Indii Państwa Wielkich Mogołów oraz przekształcenia jego pozostałości kulturowych na korzyść brytyjskiej monarchii.

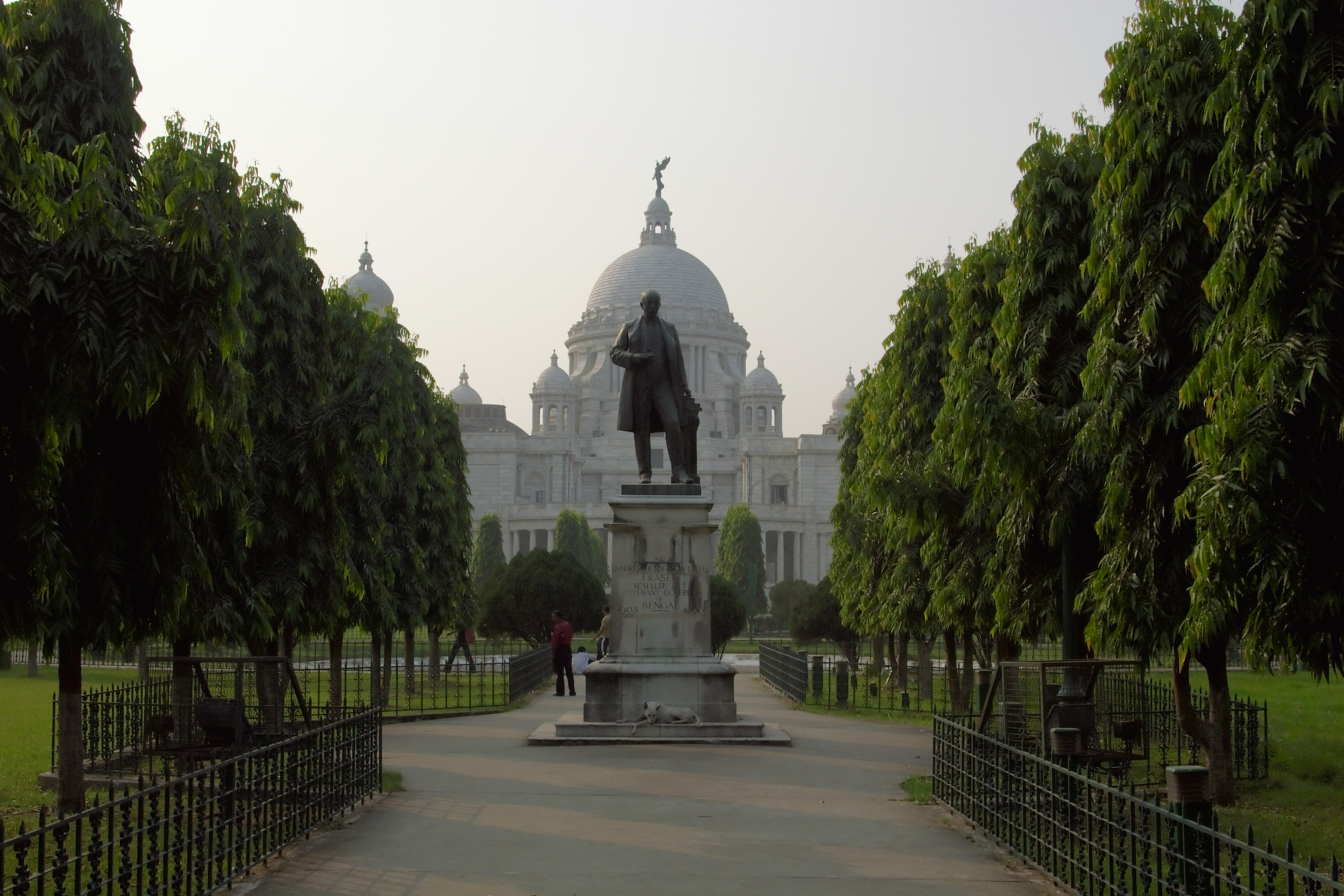
Budowla w Kalkucie poświęcona królowej Wiktorii

Jednym z najważniejszych zwyczajów na dworze Wielkich Mogołów był Dabar, czyli akt inkorporacji, polegający na nadaniu tytułów Hindusom oraz wiążących się z nimi przywilejami przez ówczesnego władcę. W XIX wieku Brytyjczycy postawili kolonialnych urzędników w roli owych dawnych władców, wpisując się w dawny autorytet. Rytuał mający dla ludności rdzennej wielkie symboliczne znaczenie, w kodzie kulturowym Brytyjczyków był jedynie ekonomiczną transakcją i traktowany był jako forma przekupstwa.
Rytuały mogolskie w praktyce niemal nie zmieniły się, lecz zmianom uległo ich znaczenie i funkcja. Tradycje i rytuały, które pod poprzednimi rządami, miały znaczenie inkorporacyjne i spełniały zadanie pogłębiania więzi między urzędnikiem lub wspólnikiem a władcą, podczas okresu kolonii brytyjskiej, owe praktyki przekształciły się w celebrowanie podległości imperium kolonialnemu. Wykorzystanie dawnych wzorców umożliwiło zawieranie umów o cechach kontraktu między brytyjskim urzędnikiem a tutejszym poddanym.
Sprzeczności zawarte w konstytucji oraz wybuch powstania w 1857 roku doprowadziły do desakralizacji osoby cesarza oraz skutkowały nasileniem się wprowadzania tradycji i obrządków typowo europejskich.
Dodatkowo wielkie znaczenie kulturowe miało odgórne przeniesienie ważnych uroczystości i dyplomacji z Kalkuty – miejsca o symbolicznym znaczeniu do zdesakralizowanego Delhi, która była starą stolicą Wielkich Mogołów, gdyż Brytyjczycy budowali wizerunek królowej jako zwierzchniczki ich tronu i dorobku.

## Przykłady tradycji wynalezionej w Polsce

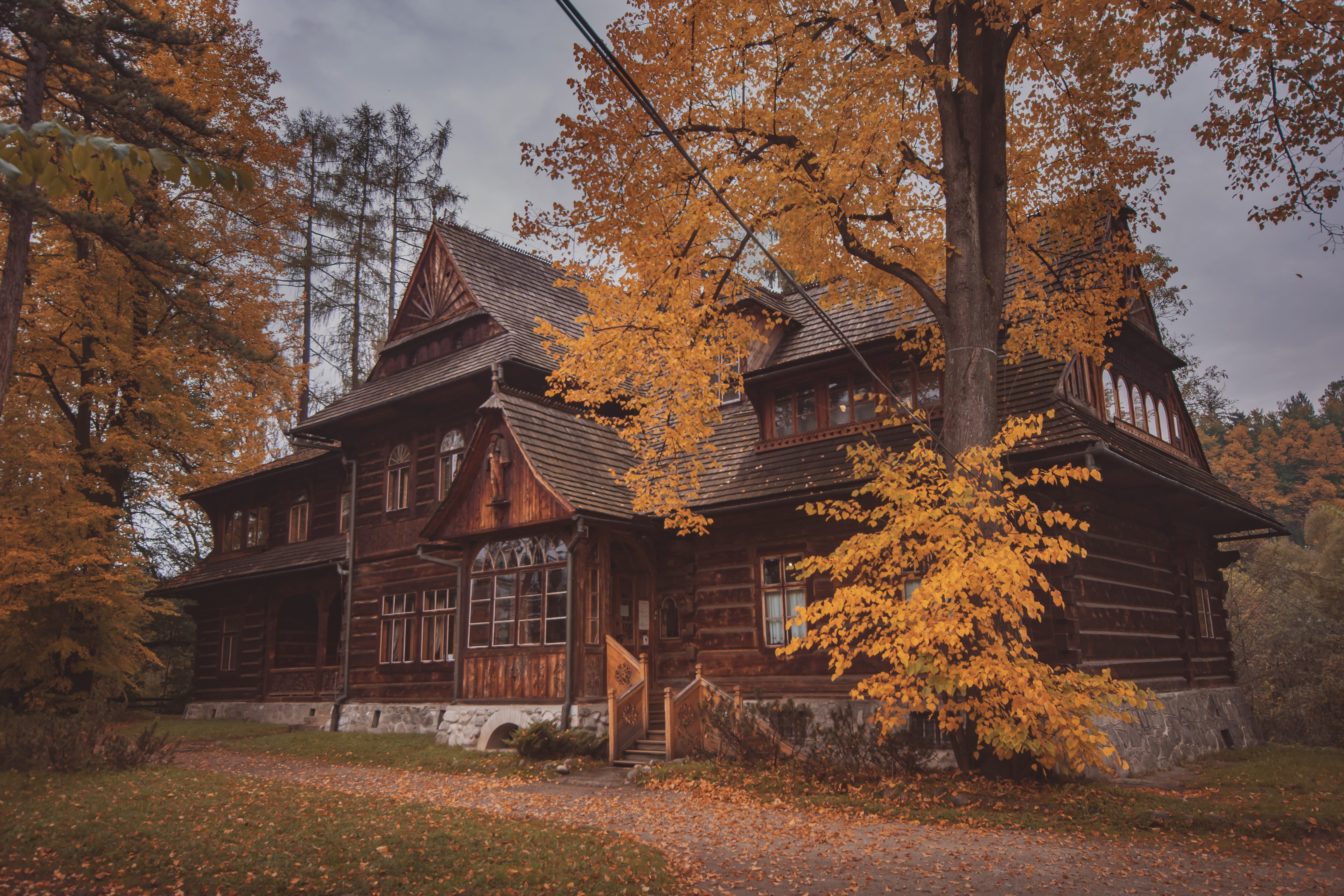
Willa „Koliba” wybudowana w latach 1892–1893 i zaprojektowana przez Stanisława Witkiewicza jest przykładem wytworzonego przez niego stylu zakopiańskiego.

Wiele tradycji wynalezionych oraz przekształconych można znaleźć w Polsce. Najwięcej z nich powstało w okresie Polski Rzeczypospolitej Ludowej, a najstarsze można doszukać się w przekształcaniu tradycji pogańskich na te o charakterze chrześcijańskim, które funkcjonują powszechnie do dzisiaj.
Jednym z przykładów wykreowania tradycji jest barbórka, a raczej jej obecny charakter. Kiedyś czwartego grudnia obchodzono kameralnie w rodzinnym gronie, a jego charakter był przede wszystkim religijny. Natomiast huczne obchody i poprzedzające te tzw. Karczmy piwne, pojawiły się dopiero w latach 80. XX wieku. Ówczesne władze, tworząc nowe tradycje o świeckim i komercyjnym charakterze, chciały zmniejszyć ich religijny charakter.
Innym przykładem jest haft krajeński, którego rekonstrukcja ikonograficzna została stworzona na podstawie trzech pozostałości po eksponatach haftu złotowskiego. W latach 80. XX wieku wzory z obiektów zostały przeniesione na tereny, na których one nigdy nie występowały, w ramach rozpowszechnianego wtedy haftu krajeńskiego przez muzeolog i etnograf Halinę Mikułowską.
Mnogość zjawisk tradycji wynalezionej można również odnaleźć w narodowych stylach architektonicznych. Przykładem wywodzącym się z polskiego kręgu kulturowego jest styl zakopiański, wprowadzony przez Stanisława Witkiewicza w latach 90. XIX wieku. Budowle wznoszone w stylu narodowym miały tworzyć jednolitą przestrzeń nasyconą pierwiastkami narodowymi.